# Сан-Лукас (Каліфорнія)
Сан-Лукас (англ. San Lucas) — переписна місцевість (CDP) в США, в окрузі Монтерей штату Каліфорнія. Населення — 324 особи (2020).

## Географія
Сан-Лукас розташований за координатами 36°7′42″ пн. ш. 121°1′18″ зх. д. / 36.12833° пн. ш. 121.02167° зх. д. (36.128349, -121.021732).  За даними Бюро перепису населення США в 2010 році переписна місцевість мала площу 1,02 км², уся площа — суходіл.

## Демографія
Згідно з переписом 2010 року, у переписній місцевості мешкало 269 осіб у 67 домогосподарствах у складі 57 родин. Густота населення становила 264 особи/км².  Було 76 помешкань (74/км²).
Расовий склад населення:
| - 42,0 % — білих - 2,2 % — азіатів - 1,5 % — корінних американців - 47,2 % — осіб інших рас |

До двох чи більше рас належало 7,1 %. Частка іспаномовних становила 83,3 % від усіх жителів.
За віковим діапазоном населення розподілялося таким чином: 32,3 % — особи молодші 18 років, 63,2 % — особи у віці 18—64 років, 4,5 % — особи у віці 65 років та старші. Медіана віку мешканця становила 26,3 року. На 100 осіб жіночої статі у переписній місцевості припадало 110,2 чоловіків;  на 100 жінок у віці від 18 років та старших — 111,6 чоловіків також старших 18 років.
Середній дохід на одне домашнє господарство  становив 45 677 доларів США (медіана — 43 750), а середній дохід на одну сім'ю — 51 071 долар (медіана — 53 750). Медіана доходів становила 31 000 доларів для чоловіків та 30 938 доларів для жінок. За межею бідності перебувало 38,2 % осіб, у тому числі 48,3 % дітей у віці до 18 років та 27,3 % осіб у віці 65 років та старших.
Цивільне працевлаштоване населення становило 88 осіб. Основні галузі зайнятості: сільське господарство, лісництво, риболовля — 18,2 %, мистецтво, розваги та відпочинок — 17,0 %, транспорт — 10,2 %, науковці, спеціалісти, менеджери — 10,2 %.